# Nordsehl

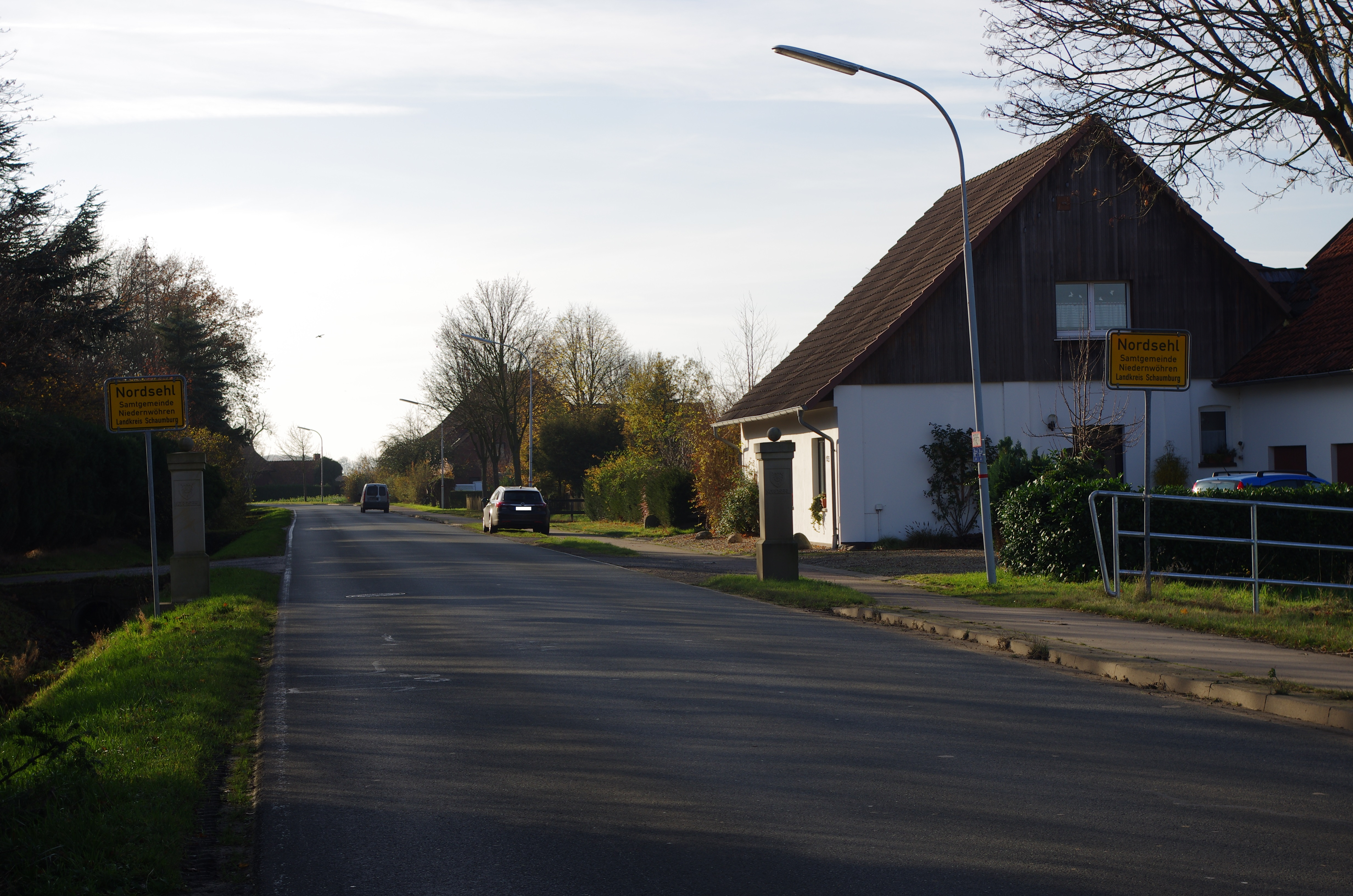
Ortseingang Nordsehl

Nordsehl ist eine Gemeinde im Landkreis Schaumburg in Niedersachsen und ein Teil der Samtgemeinde Niedernwöhren.

## Geographie
Die Gemeinde liegt am äußersten Rande des Weserberglandes rund 30 Kilometer westlich der Landeshauptstadt Hannover. Von der südlich gelegenen Kreisstadt Stadthagen ist die Ortschaft drei Kilometer entfernt.

## Geschichte
Nordsehl entstand zwischen 1203 und 1228 als erstes Hagenhufendorf im „Dülwald“ und wurde durch die Grafen von Roden-Wunstorf angelegt. Die urkundlichen Nennungen des Ortes reichen bis in das Jahr 1236 zurück. Graf Konrad von Limmer überließ dem Kloster Marienwerder eine Curie in Havelse und erhielt dafür zwei Zehnte in Norcele. Von 1269 bis 1602 waren die von Münchhausen Grundherren in Nordsehl und Lüdersfeld. Bei der Teilung der Grafschaft Schaumburg 1647 fiel Nordsehl an den lippischen Teil, also an das spätere Fürstentum Schaumburg-Lippe. Zuständig wurde das Amt Stadthagen, welches 1884/1885 im Landratsamtsbezirk Stadthagen-Hagenburg aufging. Von 1899 bis 1948 war das dann der Kreis Stadthagen, der von 1948 bis Juli 1977 mit dem Kreis Bückeburg den Landkreis Schaumburg-Lippe bildete. Seit dem 1. März 1974 gehört die Gemeinde zur Samtgemeinde Niedernwöhren, die im Zuge der niedersächsischen Gebietsreform entstanden ist und seit dem 1. August 1977 dem neugebildeten Landkreis Schaumburg angehört.
1929 wurden Teile des aufgelösten Gutsbezirks Brandenburg-Gallhof eingemeindet. Diese Flurstücke wurden bei der Gemeindegebietsreform am 1. März 1974 an die Stadt Stadthagen abgegeben.

## Politik

### Gemeinderat
Der Gemeinderat von Nordsehl besteht aus neun Mitgliedern einschließlich des Bürgermeisters. Die Ratsmitglieder werden durch eine Kommunalwahl für jeweils fünf Jahre gewählt.
Bei der letzten Kommunalwahl 2021 ergab sich folgende Sitzverteilung:
| Gemeinderat 2021Insgesamt 9 Sitze - SPD: 3 - Grüne: 1 - CDU: 5 |

Vorherige Sitzverteilungen:
| Wahljahr | CDU | SPD | Grüne | Gesamt  |
| -------- | --- | --- | ----- | ------- |
| 2016     | 5   | 2   | 2     | 9 Sitze |

### Bürgermeister
Bürgermeister ist Adolf Deterding (CDU).

## Kultur und Sehenswürdigkeiten
Im August bzw. September des Jahres findet das von den örtlichen Vereinen getragene Ernte- und Volksfest statt. Während eines Umzuges werden die Erntekrone eingebracht und die Schützenkönigscheiben aufgehängt.

## Wirtschaft und Infrastruktur

### Öffentliche Einrichtungen
- Nordsehl ist Standort des seit 2006 von einem Förderverein betriebenen Hallenbades Badewonne.
- Weitere Einrichtungen sind ein Sportplatz, Kegelbahn und ein Schießgelände.
- Außerdem gibt es einen Kindergarten.
- Für Sicherheit und Ordnung ist das Polizeikommissariat Stadthagen zuständig.

### Verkehr
Die Gemeinde wird von Norden nach Süden durch die L371 durchquert, die den Ort mit Stadthagen verbindet. Die K28 kreuzt die Landesstraße im Ort und verbindet ihn mit Niedernwöhren im Westen und Lauenhagen im Osten.

### Bildung
Ein Kindergarten wird in Nordsehl betrieben. Im benachbarten Lauenhagen befindet sich die zuständige Grundschule. Weiterführende Schulen befinden sich in Helpsen und Stadthagen.